# Frits Antoine Hendrikse
Frits Antoine Hendrikse (IJzendijke, 12 juni 1897 – 19??) was een Nederlands politicus.
Hendrikse werd geboren als zoon van Antonius Ægidius Hendrikse (1866-1942; kassier en later burgemeester) en Marie Louise Doens (1869-1962). Hij was volontair bij de gemeentesecretarie van Etten-Leur voor hij eind 1923 benoemd werd tot burgemeester van Westdorpe. 
Bij een gemeentelijke herindeling in 1936 ontstond de nieuwe gemeente Vogelwaarde waarvan hij de burgemeester werd. Begin 1944 weigerde hij verdere medewerking aan de Duitse bezetters waarna hij werd gearresteerd en internering volgde in achtereenvolgens Kamp Sint-Michielsgestel, Kamp Amersfoort en het 'Oranjehotel'. Vogelwaarde kreeg kort daarna een NSB'er als burgemeester. Na de Duitse capitulatie keerde Hendrikse terug naar Vogelwaarde waar hij tot zijn pensionering in 1962 burgemeester bleef. Daarna ging Hendrikse in Doorn wonen.
Toen zijn echtgenote Juliana Adriana Maria Verpalen in september 1986 overleed was hij al overleden.